# Vincent Must Die
Vincent Must Die (Originaltitel: Vincent doit mourir, franz. für „Vincent muss sterben“) ist eine Tragikomödie und ein Fantasy- und Horrorfilm von Stéphan Castang. Die Premiere erfolgte im Mai 2023 bei den Internationalen Filmfestspielen in Cannes. Der Kinostart in Frankreich erfolgte Mitte November 2023.

## Handlung
Vincent ist für ein Architekturbüro tätig. Als eines Tages alle Menschen, die ihn sehen, versuchen ihn zu töten, beginnend bei dem neuen Praktikanten über langjährige Kollegen bis hin zu völlig Fremden, wird er von seinem Chef ins Homeoffice beordert. Die Attacken auf ihn nehmen jedoch kein Ende, und so zieht sich Vincent in das Ferienhaus seines Vaters aufs Land zurück.

## Produktion

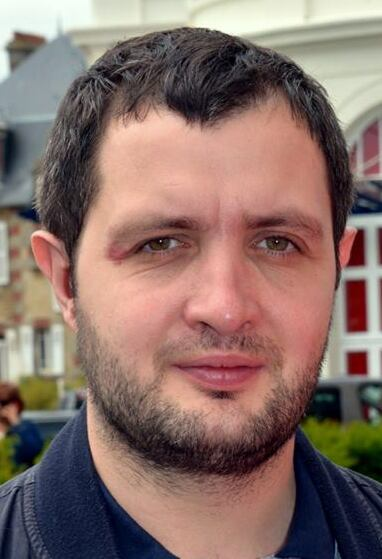
Karim Leklou spielt in der Titelrolle Vincent

Vincent Must Die ist der Debütfilm des französischen Regisseurs Stéphan Castang. Das Drehbuch schrieb Mathieu Naert.
Karim Leklou, bekannt durch Filme wie Bac Nord – Bollwerk gegen das Verbrechen  und Un monde, spielt in der Titelrolle Vincent. Vimala Pons spielt die Kellnerin Margaux, die ihn nach seinem Rückzug aufs Land mit Lebensmitteln versorgt.
Die Premiere erfolgte am 19. Mai 2023 bei den Filmfestspielen in Cannes, wo er im Rahmen einer Sondervorführung in der Semaine de la critique gezeigt wurde. Ende Juni 2023 wurde er beim Champs-Elysées Film Festival vorgestellt. Im Juli 2023 wurde er beim Neuchâtel International Fantastic Film Festival vorgestellt und im September 2023 beim Calgary International Film Festival. Anfang Oktober 2023 wird er beim Festival du Film Francophone de Namur gezeigt. Ebenfalls im Oktober 2023 wird er beim London Film Festival, beim Sitges Film Festival und beim Busan International Film Festival  gezeigt. Der Kinostart in Frankreich erfolgte am 15. November 2023. Ascot Elite Entertainment sicherte sich die Rechte für den deutschsprachigen Raum. Der Kinostart in Deutschland war im vierten Quartal 2023 geplant. Im Januar 2024 wird der Film beim Tromsø International Film Festival vorgestellt.

## Rezeption

### Kritiken
Von den bei Rotten Tomatoes aufgeführten Kritiken sind 93 Prozent positiv bei einer durchschnittlichen Bewertung mit 7,2 von 10 möglichen Punkten.
Michael Grünwald schreibt in seiner Kritik bei uncut.at, während Woody Allen in seiner Episodenkomödie To Rome with Love einen ganz normalen Mann von heute auf morgen zu einem Star macht, den die ganze Welt vergöttert, passiere in Vincent Must Die die Totalumkehr: „Von heute auf morgen ist Vincent der Gehetzte.“ Dies sei eine spannende Prämisse für einen pathologischen Psychothriller, der darauf baut, sich erstmal so anzufühlen, als wäre er ein Vexierspiel, in welchem vielleicht gar nichts so ist, wie es scheint. Auch gefällt ihm, dass Stéphan Castang dann die Kehrtwende hinlegt und das Horrorszenario einer Zombie-Apokalypse variiert. Doch obwohl das alles so richtig kurios klinge, weiche sich die beklemmende Tragikomödie zusehends auf zu einem stringenten Survivaldrama und breche die Lanze für ein Ende sinnloser Gewalt, so Grünwald: „So grund- und sinnlos hier der eine auf den anderen eindrischt, den Schädel gegen die Kühlerhaube des Autos donnert oder sein Opfer in der Jauchegrube zu ersticken versucht [...], so sinnlos ist auch das Leid, das der Mensch dem Menschen tagtäglich zufügt. [...] Wenn der Blick in die Seele des anderen der Auslöser dafür ist, seiner Aggression freien Lauf zu lassen, ist das letzte Kapitel geschrieben, die Hoffnung verloren.“

### Auszeichnungen
César 2024
- Nominierung als Bestes Erstlingswerk (Stéphan Castang)[15]

Europäischer Filmpreis 2023
- Nominierung als European Discovery / Prix FIPRESCI (Stéphan Castang)

Fantasia International Film Festival 2023
- Nominierung im Cheval Noir Competition
- Lobende Erwähnung (Stéphan Castang)[16][17]

Internationale Filmfestspiele von Cannes 2023
- Nominierung für die Caméra d’Or (Stéphan Castang)

Magritte 2024
- Auszeichnung als Beste ausländische Koproduktion[18]

Neuchâtel International Fantastic Film Festival  2023
- Nominierung im Internationalen Wettbewerb
- Auszeichnung mit dem Méliès d’argent als Bester europäischer Fantasyfilm[5][19]

Prix Lumières 2024
- Nominierung als Bester Darsteller (Karim Leklou)
- Nominierung als Bestes Erstlingswerk (Stéphan Castang)[20]

Sitges Film Festival 2023
- Auszeichnung als Bester Schauspieler (Karim Leklou)
- Auszeichnung mit dem Citizen Kane Award (Stéphan Castang)[21][22]